# ديفيد بلاك (مصور)
ديفيد بلاك (بالإنجليزية: David Black)‏ هو مصور أمريكي، ولد في 17 أكتوبر 1980 في بالتيمور في الولايات المتحدة.